# Continuïteitsprobleem
Een continuïteitsprobleem treedt in films op wanneer een verhaal in verschillende shots verkeerd doorloopt. Men probeert een vloeiende actie te tonen, maar er zit een verschil tussen het moment voor en het moment na de las (overgang tussen twee shots).
De meeste fouten in de continuïteit ontstaan door verandering in het weer, kleding, houding en uiterlijk van personen. Sprekende voorbeelden zijn shots van een dialoog, waarin de tegenspeler van de acteur na de shotwisseling opeens een pet op heeft, zijn jas open heeft of zelfs een andere kapsel heeft.
In de beginjaren van de film had men minder last van problemen met de continuïteit. In een western droeg de cowboy bijvoorbeeld altijd z'n hoed op z'n hoofd en zijn sigaret in zijn mond. 

## Oorzaak
Een scène lijkt een aaneensluitend geheel, maar opnames van de verschillende shots kunnen op verschillende momenten hebben plaatsgevonden. In uiterste gevallen kunnen hier weken tussen zitten. Door veelal onoplettendheid vergeten de regisseurs en acteurs soms hoe de situatie bij de vorige opname eruitzag.
Veranderingen van de natuurelementen spelen soms ook een rol. Het weer en het daglicht kunnen bijvoorbeeld veranderen. Om deze redenen wordt het zicht naar buiten in filmstudio's vaak nagemaakt. In buitenscènes levert dit vaak problemen op voor regisseurs. Met speciale montagetechnieken probeert men zulke problemen op te lossen.
In grotere films is er een speciale functionaris die de continuïteit bewaakt, deze zal elke opname documenteren zodat aansluitende scènes beter zullen aansluiten. 